# August Haupt

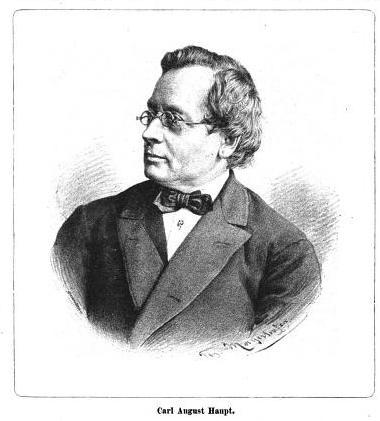
Carl August Haupt

Carl August Haupt (* 28. August 1810 in Kuhnau/Schlesien; † 4. Juli 1891 in Berlin) war ein deutscher Organist, Musikpädagoge und Komponist.

## Leben
Haupt wurde zwischen 1827 und 1830 in Berlin von August Wilhelm Bach, Bernhard Klein und Siegfried Dehn zum Organisten ausgebildet und wirkte u. a. an der Parochialkirche (Berlin) von 1848 bis zu seinem Tod. Er erwarb sich einen Ruf als herausragender Organist und wurde 1869 Nachfolger August Wilhelm Bachs als Direktor des Königlichen Instituts für Kirchenmusik, wo er als Professor unterrichtete. Der erste Musikprofessor in den USA, John Knowles Paine, studierte in Berlin u. a. Orgelliteratur mit Haupt, Gesang mit Gustav Wilhelm Teschner und Komposition mit Wilhelm Wieprecht. Haupt verfasste eine Orgelschule sowie ein Orgelchoralbuch und komponierte zahlreiche Lieder. Von seinen Kompositionen für Orgel sind nur seine große C-Dur Fuge und zwei Choralbearbeitungen erhalten geblieben. Haupt hat außerdem die Orgelwerke seines verstorbenen Freundes Carl Ludwig Thiele herausgegeben.